# Eurodryas hoffmanni
Eurodryas hoffmanni är en fjärilsart som beskrevs av Andreas Kiefer 1916. Eurodryas hoffmanni ingår i släktet Eurodryas och familjen praktfjärilar. Inga underarter finns listade i Catalogue of Life.